# Зингер, Виннаретта
Виннаре́тта Зи́нгер (во втором браке княгиня Эдмон де Полинья́к; 1865—1943) — дочь магната Айзека Зингера и наследница значительного состояния, одна из наиболее влиятельных фигур на музыкальной сцене XIX — первой половины XX века, художница, органистка, меценат.
Держала в Париже музыкальный салон, который вошёл в историю как один из самых влиятельных своей эпохи, благодаря выступлениям у Виннаретты прославились многие деятели искусства. Спонсировала плеяду талантливых композиторов, музыкантов, актёров и художников, в том числе целые компании — антрепризу Дягилева, парижскую Оперу.
Учредила премию имени Эдмона де Полиньяка в Королевском литературном обществе и собственный фонд Зингер-Полиньяк, поддерживающих деятелей искусства. Спонсировала также социальные проекты — жильё для малоимущих семей, поставки гуманитарной помощи в годы войны, передвижные рентгенологические машины Марии Кюри.

## Биография

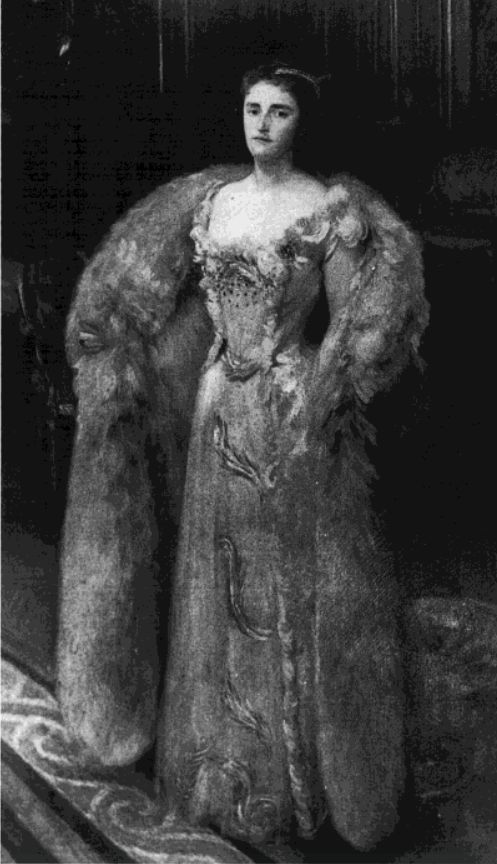
Виннаретта в первом браке, худ. Джон Сарджент, 1889

### Детство и ранние годы
Виннаретта стала двадцатой из двадцати четырёх детей Айзека Зингера. Её мать, француженка Изабелла-Евгения Бойер, известна как модель, которая позировала скульптору Бартольди при работе над статуей Свободы. Пока был жив отец, Виннаретта с пятью родными братьями и сёстрами и множеством единокровных жила в большом доме в пригороде Нью-Йорка, затем — в Париже, позднее вся семья на восемь лет переехала в Девоншир. Исследователь творчества Ле Корбюзье Николас Вебер упоминает, что пятилетнюю Виннаретту спас из пожара в лондонском отеле Brown Иван Тургенев. После смерти Айзека Изабелла вернулась с младшими детьми в Париж и вскоре во второй раз вышла замуж — за бельгийского скрипача Виктора Николаса Робсе (фр. Victor-Nicolas Reubsaet).
С ранних лет Виннаретта была окружена творческой атмосферой, в семье поощрялись занятия искусством. Она стала проявлять интерес к музыке, училась игре на скрипке, виолончели, фортепиано и органе, а кроме того, занималась живописью. В подарок на свой 14-й день рождения девушка попросила устроить концерт Бетховена. В парижском салоне матери Виннаретта аккомпанировала ей и отчиму на музыкальных вечерах, уже в 16 лет она сама стала давать уроки музыки. В 1882 году открыла для себя музыку Рихарда Вагнера и импрессионистов, поклонницей которых осталась на всю жизнь. Виннаретта не оставила и занятия живописью, впоследствии её картины выставлялись в «Академии Изящных искусств», а одно полотно было по ошибке однажды приписано Клоду Моне.
Биографы утверждают, что отчим Виннаретты был человеком агрессивным, имел взрывной характер, в обществе ходили слухи о насилии в их доме на авеню Клебер. Как только Виннаретта достигла 21 года, она вступила в права наследства, получив причитающийся ей миллион долларов, и покинула семью матери. Вскоре она купила для себя большое поместье — два соседних дома на углу авеню Анри Мартен и улицы Кортамбер. Несмотря на своё состояние, вращаться в высших кругах без сопровождения матери или супруга она не могла, поэтому Виннаретта стремилась как можно скорее вступить в брак.

### Личная жизнь
Уже в 1887 году Виннаретта вышла замуж за молодого наследника семьи Scey-Montbéliard Луи. Ещё со времён Второй империи знатные, но обедневшие дома Европы приветствовали браки своих детей с богатыми американскими «принцессами», поэтому союз с Scey-Montbéliard был выгоден обеим сторонам. Однако в первую брачную ночь Виннаретта встретила вошедшего в её спальню Луи, забравшись на шкаф с ножом в руке, и категорически отказалась от выполнения супружеского долга. По предположению биографов, ещё в юности она осознала свою гомосексуальность, а насилие со стороны отчима навсегда лишило её влечения к мужчинам. Брак с Луи был расторгнут как не консуммированный в феврале 1892-го (по некоторым источникам — 1891), однако за эти несколько лет Виннаретта, уже носившая титул княгини, успела утвердиться в обществе как щедрый меценат и влиятельный знаток искусства. Она организовала в замке Фантази летний фестиваль Форе, а в 1888 году представила у себя оперу «Гвендолина» с участием ведущих исполнителей Гранд-опера́.
Второй раз Виннаретта вышла замуж в 1893 году. Зная о её увлечении музыкой и необходимости иметь солидный статус в обществе, Робер Монтескьё представил ей своего друга, композитора князя Эдмона де Полиньяка. При содействии графини Элизабет Греффюль была организована свадьба. Поскольку оба будущих супруга не интересовались противоположным полом, брак в первую очередь должен был решить финансовые проблемы де Полиньяка и дать титул Виннаретте. Однако этот союз, прозванный злыми языками «союзом лиры и швейной машинки», стал редким примером счастливого альянса людей, объединённых общими вкусами и интересами: оба были убеждёнными вагнерианцами, сторонниками импрессионизма и страстно увлечены музыкой. Князь увлёк Виннаретту октатоникой, а благодаря её состоянию он мог свободно творить, не думая о деньгах. Монтескьё, который отчаянно ревновал супругов друг к другу, в конце концов перестал общаться с ними и в письмах называл Виннаретту «чудовищем сродни Нерону».
После смерти де Полиньяка Виннаретта перестала скрывать свою ориентацию. В разные годы у неё были романы с Ольгой де Мейер, Ромейн Брукс, Этель Смит, Вайолет Трефузис. Основным увлечением и делом жизни для неё оставалась музыка. Хотя собственных детей у неё не было, Виннаретта вырастила племянницу Дейзи Феллоуз, осиротевшую после смерти матери Изабель-Бланш Зингер.

### Салон и меценатство

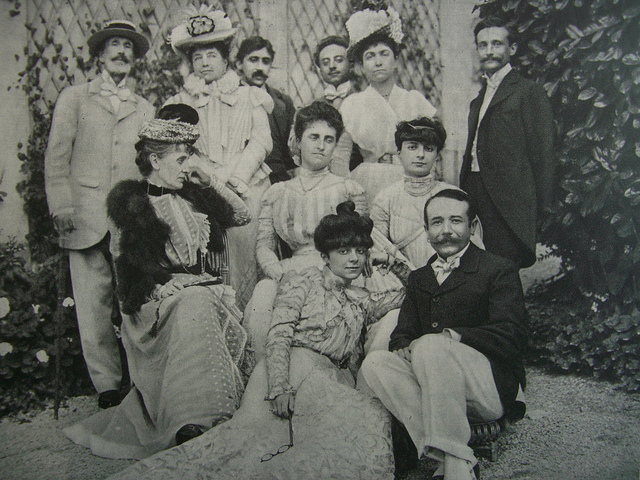
Виннаретта (в центре второго ряда) с супругом Эдмоном де Полиньяком (стоит слева) и друзьями. Третий слева в верхнем ряду — Марсель Пруст

Ещё в юности, в 1880-е годы на каникулах в Нормандии Винаретта познакомилась с Габриелем Форе. Постепенно у них сложились дружеские отношения, которые продлились до конца дней композитора. Уже в первые годы после получения наследства Виннаретта заказала ему короткую музыкальную работу, предоставив гонорар в 25 тысяч франков. Для сравнению, его годовая зарплата хормейстера на тот момент составляла 3 тысячи. В 1891-м году, будучи в Венеции в гостях у Виннаретты, Форе написал несколько своих лучших произведений — «Mandoline», «En sourdine», «Green», «C’est l’extase». В 1898-м посвятил своей патронессе сюиту «Пеллеас и Мелизанда». Форе был близким другом семьи и играл на похоронах князя Эдмонда.
Вскоре после первого развода Виннаретта реконструировала свои дома на углу авеню Анри Мартен и улице Кортамбер, объединив их и устроив двусветный зал для приёмов. Этому помещению отводилась роль «сердца» всего дома, в котором должны были проходить музыкальные вечера, репетиции, выставки и светские приёмы. В зале установили два фортепьяно Steinway & Sons и сделанный на заказ орган Кавайе-Коля. Вместе с Эдмоном де Полиньяком они стали организовывать органные вечера и музыкальные концерты, где звучала не только музыка его сочинения, но и произведения Форе, Кокто, Дебюсси, Стравинского и других. Очень быстро салон де Полиньяков превратился в центр музыкального Парижа. Он вошёл в историю французской музыки как один из самых влиятельных салонов эпохи, успешное выступление в котором фактически гарантировало признание влиятельных людей и «пропуск» в мир искусства. Например, Айседора Дункан получила приглашение от де Полиньяков после того, как в 1900 году танцевала на вечере у графини Греффюль. Виннаретта и Эдмон устроили для неё концерт у себя на улице Кортамбер, а после его успеха помогли с организацией концертов в её собственной студии. Патронаж Виннаретты во многом заложил фундамент для международной славы танцовщицы.
После смерти Эдмона де Полиньяка княгиня ежегодно устраивала памятный концерт в его честь. Кроме того, она решила почтить его память, заказав нескольким выдающимся музыкантам произведения на свободную тему, но с посвящением своему супругу. Одной из таких работ стал «Сократ» Эрика Сати. Чтобы композитор смог работать над произведением, Виннаретта добилась отсрочки его приговора к восьми дням тюрьмы, которое Сати получил за написанное им оскорбительное письмо критику Жану Пуэгу. Дариус Мийо создал «Несчастья Орфея», Франсис Пуленк — «Концерт для двух фортепиано с оркестром» и «Концерт для органа», Курт Вайль — «Вторую симфонию». Неоднократно в салоне де Полиньяк музыкальные премьеры проходили раньше, чем в концертных залах.
В гостях у Виннаретты Сергей Дягилев познакомился с Равелем и Дебюсси. У неё же, на три дня раньше официальной премьеры, была впервые показана «Свадебка» Стравинского. По заказу Виннаретты был поставлен балет «Байка про лису, петуха, кота да барана», княгиня также спонсировала постановку антрепризой Дягилева. Хотя Дягилев сильно ревновал Стравинского к княгине, он часто обращался к ней за финансовой поддержкой. Благодаря Виннаретте Дягилев получил протекцию князя Монако и его антреприза с 1922 года на постоянной основе обосновалась в Монте Карло. Патронаж и финансовая поддержка от княгини помогли состояться карьерам Нади Буланже, Дину Липатти, Клары Хаскил, Артура Рубинштейна, Владимира Горовица, Этель Смит и многих других.
В салоне Виннаретты состоялись первые шаги к всемирной славе Клода Дебюсси, Фредерика Дилиуса, Игоря Стравинского, Эмманюэля Шабрие, Мориса Равеля. Чтобы привлечь её внимание, ещё до личного знакомства молодой Равель посвятил Виннаретте композицию «Павана на смерть инфанты». Подобный поступок нарушал все нормы этикета своего времени и был дерзким жестом явного карьеризма. К счастью для Равеля, успех композиции у слушателей был так велик, что Виннаретта просто не успела высказать своё недовольство и была вынуждена благосклонно принять посвящение молодого автора. Частым гостем салона Виннаретты был Марсель Пруст. Под влиянием её музыкальных вечеров он стал поклонником Форе. Также на её вечерах бывали Антонио де ла Гандара, Колетт, Клод Моне, о них оставил много записей в мемуарах Поль Моран. Как покровитель литературы, в 1910 году она основала в лондонском Королевском литературном обществе премию имени Эдмона де Полиньяка, лауреатами которой стали Уолтер де ла Мар, Джон Мейсфилд и Джеймс Стивенс.

### Социальная благотворительность

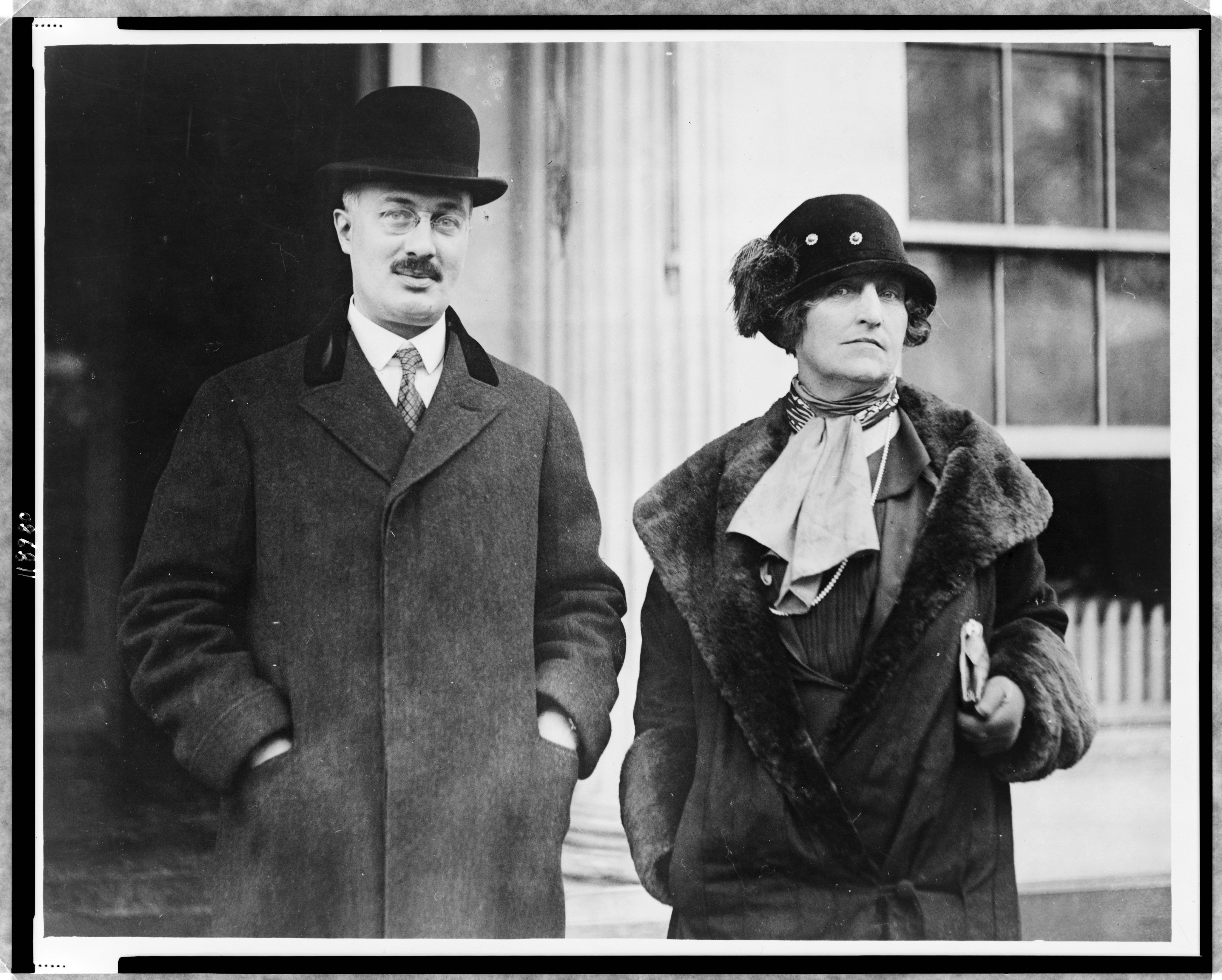
Княгиня де Полиньяк и князь Louis De Sartiges, 1926

Виннаретта де Полиньяк также была активным благотворителем в социальной сфере. С 1911 года она спонсировала строительство жилья для малоимущих семей в XIII округе Парижа. В 1920-е и 1930-е годы по её заказу Ле Корбюзье занимался перестройкой и возведением новых корпусов парижской Армии спасения, а в 1929-м занимался приспособлением баржи «Луи-Катарина» под приют.
В годы Первой мировой войны вместе с Марией Кюри Виннаретта работала над созданием первых рентгеномобилей. Она также финансировала поставки гуманитарной помощи в Польшу. Совместно с Консуэло Вандербильт Виннаретта спонсировала строительство госпиталя Фош в пригороде Париже.
В 1928 году Виннаретта основала фонд Зингер-Полиньяк, призванный дать легальную форму её деятельности по патронажу и поддержке молодых композиторов, художников и литераторов. После смерти княгини её парижский особняк также стал достоянием фонда. В здании открылись репетиционные и звукозаписывающие студии, концертный зал, а также предоставляется жильё подопечным фонда.

### Поздние годы и смерть
В августе 1939 года Виннаретта отправилась в Англию, узнав о смерти своего младшего брата. Вскоре началась Вторая Мировая война и вернуться во Францию было невозможно. Княгиня осталась в Лондоне и занималась организацией концертов, доходы от которых передавала в Красный Крест. В ноябре 1943 года она узнала, что её салон в Париже был разграблен фашистами, через несколько суток Виннаретта умерла от сердечного приступа.